# Jairo Hernando Estrada Álvarez
Jairo Hernando Estrada Álvarez (19 de mayo de 1957) Es un reconocido intelectual marxista y analista político colombiano. A lo largo de su actividad académica e investigativa se ha ocupado de la crítica del orden social capitalista; ha desarrollado un especial interés por el estudio del conflicto social armado y los procesos de paz, así como por el análisis de los procesos políticos en Nuestra América.
Economista, con doctorado en Ciencias Económicas de la Hochschule für Ökonomie de Berlín, tras desarrollar la investigación “Problemas de la influencia y la adopción de la teoría económica burguesa en América Latina: Una crítica a las concepciones de Paul A. Samuelson, los neokeynesianos y los monetaristas”; tiene además estudios de Especialización en Instituciones Jurídico-Políticas y Derecho Público en la Universidad Nacional de Colombia y en Derecho Laboral de la Universidad Externado de Colombia.Currículum Vitae de Jairo Estrada.

## Trayectoria académica
A lo largo las últimas cuatro décadas ha sido profesor universitario; desde 1993 es profesor de la Facultad de Derecho, Ciencias Políticas y Sociales de la Universidad Nacional de Colombia. Se encuentra adscrito al Departamento de Ciencia Política. Ha sido director académico de la Maestría en Estudios Políticos Latinoamericanos y director del Grupo Interdisciplinario de Estudios Políticos y Sociales.
Se ha desempeñado como profesor invitado, conferencista y panelista en numerosos seminarios nacionales e internacionales. Ha sido coordinador y miembro del Grupo de Trabajo de CLACSO sobre la Economía Mundial; es integrante de la Sociedad de Economía Política Latinoamericana (SEPLA) y de la Red de Estudios de Economía Mundial (REDEM). 
Durante dos décadas fue director académico del Seminario Internacional Marx Vive; iniciativa colectiva desarrollada por intelectuales y académicos para contribuir a desarrollar y promover el pensamiento marxista en Colombia y Nuestra América. Es director de la Revista Izquierda (www.revistaizquierda.com), publicación de análisis político, de crítica de la economía y la cultura hegemónicas y espacio del pensamiento rebelde.
Ha sido asesor y consultor de organizaciones sociales y sindicales. Hizo parte del Centro de Estudios e Investigaciones Sociales (CEIS); se desempeñó como director del Instituto Latinoamericano para un Sociedad y un Derecho Alternativos (ILSA) (2008-2016) y director académico del Centro de Pensamiento y Diálogo Político (CEPDIPO) (2017-2021).
Ha publicado artículos en libros y revistas especializadas, dirigido numerosos trabajos de investigación, participado en diversos eventos científicos. En su grupo de investigación ha trabajado en los siguientes campos: élites intelectuales y diseño de políticas neoliberales en Colombia, instituciones económicas y ordenamiento jurídico en Colombia, economía política de la producción discursiva en las reformas estructurales en Colombia, crítica del modelo neoliberal, espacialidad, dinámicas de acumulación y nuevas conflictividades. Más recientemente se ha ocupado del análisis de conflicto armado, de la solución política y el proceso de paz; así como de la implementación del Acuerdo de paz, celebrado entre el gobierno de Colombia y la guerrilla de las FARC-EP.

## Contribución al proceso de paz
Jairo Estrada Álvarez contribuyó de manera activa al proceso de diálogos y  negociaciones de paz de La Habana entre el gobierno de Juan Manuel Santos y la guerrilla de las FARC-EP, que terminó con la firma del “Acuerdo Final para la Terminación del Conflicto y la Construcción de una Paz estable y duradera” el 24 de noviembre de 2016. Junto con otros trece académicos hizo parte de la Comisión Histórica del Conflicto y sus Víctimas, conformada por acuerdo de las partes el 21 de agosto de 2014.El texto elaborado por Estrada, que hizo parte del informe final de la Comisión, se tituló: “Acumulación capitalista, dominación de clase y rebelión armada — Elementos para una interpretación histórica del conflicto social y armado” y fue presentado en febrero de 2015.
En diferentes momentos del proceso de La Habana, Estrada fungió como asesor de la Mesa de Conversaciones. A lo largo de 2017, integró la agrupación "Voces de Paz y Reconciliación" en calidad de vocero en el Senado de la República, la cual cumplió la función de seguimiento a los desarrollos normativos (constitucionales y legales)del Acuerdo de paz por parte del Congreso de la República. En ese mismo período y durante 2018 fue asesor de la Comisión de Seguimiento, Impulso y Verificación a la Implementación CSIVI. Posteriormente y hasta abril de 2021, hizo parte de dicha comisión. Estrada ha mantenido su interés en contribuir el proceso de paz en Colombia y, en especial, a la solución política del conflicto social armado; acompaña diversas iniciativas en desarrollo de ese propósito.

Publicaciones (Autor, coautor, compilador o editor, capítulo de libro)
Autor
•	La implementación del Acuerdo de paz con las FARC-EP. Trazos de una obra maltrecha (2024). Bogotá: Facultad de Derecho, ciencias Políticas y Sociales
•	Trayectorias cruzadas e inciertas de la reincorporación integral (2020). Bogotá: Colección Cuadernos de la Implementación, Centro de Pensamiento y Diálogo Político - Gentes del Común.
•	La situación general. Contradicciones y conflictos de un proceso abierto (2020). Bogotá: Colección Cuadernos de la Implementación. Centro de Pensamiento y Diálogo Político - Gentes del Común. 
•	Derechos del Capital, dispositivos de protección e incentivo a la acumulación en Colombia (2010). Bogotá: Universidad Nacional de Colombia.
•	Construcción del modelo neoliberal en Colombia 1970-2004 (2004). Bogotá: Ediciones Aurora.
•	La contra revolución educativa. Política educativa y neoliberalismo en el gobierno de Álvaro Uribe Vélez (2003). Bogotá: Colección Espacio crítico, Unibiblos, Universidad Nacional de Colombia.
•	2002	Viejos y nuevos caminos hacia la privatización de la educación pública. Política educativa y neoliberalismo (2002). Bogotá: Unibiblos, Universidad Nacional de Colombia.
Coautor
•	El inventario de bienes y activos de las FARC-EP. Elementos para la comprensión de una experiencia inédita (2021). Bogotá: Centro de Pensamiento y Diálogo Político y Gentes del Común. (En coautoría con Andrés Felipe Mora Cortés y Luisa Fernanda Tovar Cortés)
•	Reavivar el Acuerdo de paz con las FARC-EP. Propuestas de planeación y política pública. (2021). Bogotá: Centro de Pensamiento y Diálogo Político y Gentes del Común. (En coautoría con María Isabel Galvis, Carolina Jiménez, Andrés Felipe Mora, José Francisco Puello-Socarrás y Francis Clarissa Vargas.
•	La geopolítica continental y la disputa por la paz. (2020). Bogotá: Colección Cuadernos de la Implementación, Centro de Pensamiento y Diálogo Político - Gentes del Común, Bogotá. (En coautoría con Francisco Toloza Fuentes).
•	La institucionalidad del Acuerdo. Lo formal y lo real. Colección (2020). Bogotá: Colección Cuadernos de la Implementación, Centro de Pensamiento y Diálogo Político - Gentes del Común. (En coautoría con Angela Caro y Margarita Sánchez).
•	Procesos socioterritoriales. Orinoquia. Itinerarios y tendencia (2014) (Coautor). Bogotá: Instituto Latinoamericano para una Sociedad y un Derecho Alternativos, ILSA.
•	Procesos socioterritoriales. Pacífico. Itinerarios y tendencias (2013) (Coautor) Instituto Latinoamericano para una Sociedad y un Derecho Alternativos, ILSA.
•	Paro y política (1985). Bogotá: Ediciones. 
Editor o compilador
•	Gobiernos progresistas en América Latina. Análisis de experiencias recientes (2024) (Coord.). Bogotá: Espacio Crítico – Gentes del Común.
•	La paz pospuesta. Situación actual y posibilidades del Acuerdo con las FARC-EP (2021). Bogotá: Centro de Pensamiento y Diálogo Político y Gentes del Común.
•	La implementación territorial del Acuerdo de Paz con las FARC-EP. Estudio sobre los Programas de Desarrollo con Enfoque Territorial – PDET (2021). Bogotá: Centro de Pensamiento y Diálogo Político y Gentes del Común. (Editor con Carolina Jiménez y José Franciso Puello-Socarrás).
•	Transiciones territoriales en el posacuerdo (2017-2019). Contexto, prácticas y narrativas exguerrilleras desde la Serranía del Perijá (2021). Barranquilla: Universidad del Norte – Editorial. (Coordinador junto con Diana Rico Ravelo).
•	Geopolítica imperial. Intervenciones estadounidenses en Nuestra América en el siglo XXI (2020). Buenos Aires: Consejo Latinoamericano de Ciencias Sociales, Buenos Aires (Compilador junto con Carolina Jiménez)
•	Las propuestas mínimas de las FARC-EP en La Habana (2020) (Ed.). Bogotá:  Centro de Pensamiento y Diálogo Político. Centro de Pensamiento y Diálogo Político - Gentes del Común.
•	Contra nuestra América. Estrategias de la derecha en el siglo XXI (2020). Buenos Aires: Consejo Latinoamericano de Ciencias Sociales. (Compilador junto con Carolina Jiménez y José Francisco Puello-Socarrás)
•	El Acuerdo de paz en Colombia. Entre la perfidia y la potencia transformadora (2019). Buenos Aires: Consejo Latinoamericano de Ciencias Sociales - Centro de Pensamiento y Diálogo Político. 
•	Catatumbo Resiste. Cincuenta y tres días de paro (2019). Bogotá: Universidad Nacional de Colombia, Unijus. (Compilador junto con Carolina Jiménez y José Francisco Puello-Socarrás)
•	De FARC-EP a FARC. Documentos (2019) (Ed.) Bogotá: Centro de Pensamiento y Diálogo Político/ Gentes del Común.
•	Pensamiento crítico y contienda política en Nuestra América ((2016) (Ed.). Bogotá: Universidad Nacional de Colombia.
•	Conflicto social y rebelión armada en Colombia (2015) (Comp.) Bogotá: Ediciones Gentes del Común.
•	América Latina en medio de la crisis mundial (2014) (Comp.), Buenos Aires: Consejo Latinoamericano de Ciencias Sociales, CLACSO. 
•	Solución política y proceso de paz en Colombia (2013) (Comp.), Ediciones Ocean Sur, Bogotá, 2014.
•	Territorios campesinos. La experiencia de las Zonas de Reserva Campesina (2013). (Comp.). Bogotá: Universidad Nacional de Colombia, Incoder, 
•	América Latina en disputa. Reconfiguraciones del capitalismo y proyectos alternativos (2012) (Comp.), Bogotá: Universidad Nacional de Colombia.
•	El impacto de la crisis. Tendencias y perspectivas del capitalismo contemporáneo (2010) (Comp.). Bogotá: Universidad Nacional de Colombia.
•	Crisis capitalista. Economía, política y movimiento (2009) (Comp.). Bogotá: Espacio crítico Ediciones.
•	Izquierda y socialismo en América Latina (2008) (Comp.). Bogotá: Universidad Nacional de Colombia, Facultad de Derecho, Ciencias Políticas y Sociales.
•	Capitalismo criminal. Ensayos críticos (2008) (Coord.). Bogotá: Universidad Nacional de Colombia, Facultad de Derecho, Ciencias Políticas y Sociales.
•	Teoría y acción política en el capitalismo actual (2006) (Ed.). Bogotá: Universidad Nacional de Colombia.
•	Intelectuales, tecnócratas y reformas neoliberales en América Latina (2005) (Ed.). Bogotá: Universidad Nacional de Colombia, Colciencias, Convenio Andrés Bello, Bogotá, D.C. 
•	Dominación, crisis y resistencias en el nuevo orden capitalista (2003) (Comp.). Bogotá: Universidad Nacional de Colombia.
•	Sujetos políticos y alternativas en el actual orden capitalista (2003) (Comp.). Bogotá:  Universidad Nacional de Colombia.
•	El Plan Colombia y la intensificación de la guerra (2002) (Comp.). Bogotá: Observatorio Político, Departamento de Ciencia Política, Facultad de Derecho, Ciencias Políticas y sociales, Universidad Nacional de Colombia.
•	Plan Colombia. Ensayos críticos (2001) (Ed.) Bogotá: Facultad de Derecho, Ciencias Políticas y sociales, Universidad Nacional de Colombia.
•	Marx vive. Siglo y medio del Manifiesto Comunista (1999) (Comp.). Bogotá: Universidad Nacional de Colombia.
•	Rompiendo la corriente. Un debate al neoliberalismo (1992) (Comp.) Bogotá: Centro de Estudios e Investigaciones Sociales
Capítulos de libro
•	“Apertura democrática o mayor cierre autoritario. Disyuntiva y perspectivas después del Acuerdo de paz en Colombia”. En: Torres-Ruiz, René y Salina Figueredo, Darío (Coord). Crisis política, autoritarismo y democracia (2022). Buenos Aires/ México, Siglo XXI Editores, CLACSO.
•	“Condiciones actuales de la implementación del Acuerdo de paz. Complejidad y perspectivas”. En: Estrada Álvarez, Jairo (Comp.) La paz pospuesta. Situación actual y posibilidades del Acuerdo con las FARC-EP (2021). Bogotá: Centro de Pensamiento y Diálogo Político y Gentes del Común. 
•	“El Acuerdo de paz con las FARC-EP y algunas de sus contribuciones a una agenda alternativa”. En: Darío I. Restrepo y Jairo Orlando Villabona (Eds). Cambio de rumbo. Hacia una Colombia incluyente, equitativa y sustentable. Bogotá: Facultad de Ciencias Económicas. Universidad Nacional de Colombia
•	“Condiciones actuales de la implementación territorial. Geografías en contienda y trayectoria actual de los Programas de Desarrollo con Enfoque Territorial – PDET”. En: La implementación territorial del Acuerdo de Paz con las FARC-EP. Estudio sobre los Programas de Desarrollo con Enfoque Territorial – PDET (2021). Bogotá: Centro de Pensamiento y Diálogo Político y Gentes del Común. Bogotá. Coautor del capítulo de libro junto con Carolina Jiménez y José Francisco Puello-Socarrás
•	“Tendencias generales del proceso de reincorporación y sus dinámicas desde la Serranía del Perijá. Estudio preliminar”. En: Transiciones territoriales en el posacuerdo (2017-2019) Contexto, prácticas y narrativas exguerrilleras desde la Serranía del Perijá (2021) Barranquilla: Universidad del Norte – Editorial. Coautor junto con Diana Rico Revelo.
•	“Entramados de una guerra que no termina de morir y de una paz que no termina de nacer”. En: Estrada Álvarez, Jairo/ Jiménez Martin, Carolina (2020) (Comp.) La geopolítica del desespero. El reciente intervencionismo estadounidense en Nuestra América. Buenos Aires: Consejo Latinoamericano de Ciencias Sociales.
•	“La intensificación de las luchas por la (re)configuración del poder en Nuestra América y las estrategias de la derecha”. En: Estrada Álvarez, Jairo/ Jiménez Martin, Carolina / Puello-Socarrás, JosÉ Francisco (Comp.)  Contra nuestra América. Estrategias de la derecha en el siglo XXI (2020). Buenos Aires Consejo Latinoamericano de Ciencias Sociales.
•	Elementos para un análisis político de los efectos del Acuerdo de paz y del estado general de la implementación, en Estrada Álvarez, Jairo. El Acuerdo de paz en Colombia. Entre la perfidia y la potencia transformadora (Comp.) (2019). Buenos Aires: Consejo Latinoamericano de Ciencias Sociales /Centro de Pensamiento y Diálogo Político.
•	La (des)financiación del Acuerdo de paz como expresión de la tendencia a la consumación de la perfidida, en Estrada Álvarez, Jairo. El Acuerdo de paz en Colombia. Entre la perfidia y la potencia transformadora (Comp.) (2019). Consejo Latinoamericano de Ciencias Sociales /Centro de Pensamiento y Diálogo Político, Buenos Aires.
•	Algunas consideraciones sobre el momento actual, los alcances y la potencia transformadora del proceso de paz en Colombia. En: Estrada Álvarez, Jairo (Comp.) (2017) Pensamiento crítico y contienda política en Nuestra América. Universidad Nacional de Colombia. Instituto Unijus. Bogotá.
•	“Elementos para una problematización básica del Punto 3 “Fin del conflicto” y del Punto 6 “Implementación, Verificación y Refrendación” de la Agenda de diálogos de La Habana”.  En: Alvarado, Sara/ Rueda, Eduardo/ Gentili, Pablo (Eds) (2016).  Paz en Colombia. Perspectiva, desafíos, opciones. Buenos Aires: Consejo Latinoamericano de Ciencias Sociales.
•	“Acumulación capitalista, dominación de clase y rebelión armada”. En: Contribución al entendimiento del conflicto armado en Colombia. Informe de la Comisión Histórica del Conflicto y sus Víctimas (2015). Bogotá. 
•	Alianza del Pacífico: ¿Hacia una redefinición del campo de fuerzas en Nuestra América?. En: Estrada Álvarez, Jairo. América Latina en medio de la crisis mundial. (Comp.) (2014). Buenos Aires: Consejo Latinoamericano de Ciencias Sociales, CLACSO
•	“Diálogos de La Habana y pertinencia de una Asamblea Nacional Constituyente”. En: Estrada Álvarez, Jairo (comp.) Solución política y proceso de paz en Colombia (2013). Bogotá: Ediciones Ocean Sur
•	“Zuer politisichen Oekonomie del Sozialpolitik in Latteinamerika. Reflexionen ueber de progressiven Regierungen des Subkontinents”. En Zelik, Raul/ Tauss, Aaron. Anderw moegliche Welten? Krise, Linsregierungen, populaere Bewegungen: eine lateinamerikanische-europaeosiche Debatte (2013). Hamburg: VSA Verlag.
•	“El proceso de las Zonas de Reserva Campesina. Trayectoria histórica y configuraciones territoriales (coautor con Patricia Sánchez y Fraddy Ordóñez). En: Estrada Álvarez, Jairo (comp.). Territorios campesinos. La experiencia de las Zonas de Reserva Campesina, Universidad Nacional de Colombia, Incoder,
•	Configuraciones del capitalismo colombiano en la primera década del siglo XXI. En: Estrada Álvarez, Jairo. América Latina en disputa. Reconfiguraciones del capitalismo y proyectos alternativos (2012). Bogotá:  Universidad Nacional de Colombia, Facultad de derecho, Ciencias Políticas y Sociales. 
•	Crisis capitalista y tendencias del proyecto neoliberal en Colombia. En Estrada Álvarez, Jairo. El impacto de la crisis. Tendencias y perspectivas del capitalismo contemporáneo (2010). Bogotá: Universidad Nacional de Colombia. Facultad de derecho, Ciencias Políticas y Sociales.
•	“Transnacionalización y desnacionalización de la economía colombiana.  La neoliberalización del ordenamiento jurídico”. En Gambina, Julio y Estay Reino, Jaime (coordinadores), Economía mundial, corporaciones transnacionales y economías nacionales (2009). Buenos Aires, Colección Grupo de Trabajo, CLACSO. 
•	“Tendencias generales de política educativa neoliberal y gobiernos locales. Continuidad y cambios de acento en Bogotá, D.C.”. En: Cubides Juliana y Mora, Andrés Felipe, Economía política de la educación. El caso de Bogotá (2009). Bogotá: Universidad Nacional de Colombia, Facultad de Derecho, Ciencias Políticas y Sociales.
•	“Elementos para una evaluación política de las políticas públicas”. En Varios Autores,  Derechos humanos y políticas públicas. Construyendo la ciudad de Derechos (2009). Bogotá: Alcaldía Mayor de Bogotá. Secretaría de integración social. 
•	“Crisis capitalista y políticas gubernamentales en Colombia: ¿Es posible una prolongación del proyecto neoliberal”. En Lara Cortés, Claudio, La explosión de la crisis global. América Latina y Chile en la encrucijada (2009). Santiago de Chile: Ediciones LOM, Universidad Arcis.
•	“Les pièces du puzzle colombien”, en Franck, Gaudichard (Dir.) Le volcan latinoamericain. Gauches, movements sociax et néolibéralisme en Amérique Latine (2008). París :Textuel, Paris.
•	Élites intelectuales y tecnocracia neoliberal en América Latina, en María Teresa Cifuentes, Adrían Serna (Comps), ¿Hacia dónde va América Latina? (2007). Bogotá: Ipazud, Universidad Distrital Francisco José de Caldas, Bogotá, D.C. 
•	“Proyectos de izquierda y gobiernos alternativos. Un análisis de la experiencia colombiana reciente”, en Beatriz Stolowicz (Coord.) Gobiernos de izquierda en América Latina. Un balance político (007). Bogotá: Ediciones Aurora.
•	“Las reformas estructurales y la construcción del orden neoliberal en Colombia”, en Ana Esther Ceceña (Coord.). Los desafíos de las emancipaciones en un contexto militarizado (2006). Buenos Aires: Colección Grupos de trabajo, CLACSO.
•	“Proyecto neoliberal e intervención imperialista en Colombia”. En: Julio C. Gambina, et. al. Pensamiento y acción por el socialismo. América Latina en el siglo XXI (2005). Buenos Aires: Fundación de Investigaciones Sociales y Políticas, fundación Rosa Luxemburgo, CLACSO.
•	“La política educativa al promediar el gobierno de Álvaro Uribe Vélez”, en El camino del Estado comunitario. Dos años de gobierno. Evaluación y recomendaciones del Consejo Nacional de Planeación al Plan de Desarrollo (2002-2006) (2004). Bogotá: Consejo Nacional de Planeación.
•	“Elementos para la crítica de un enfoque liberal-neoinstitucional de la economía en la de Constitución de 1991”. En Varios autores, El debate a la Constitución (2002). Bogotá: Facultad de Derecho, Ciencias Políticas y Sociales, Instituto de Servicios Legales Alternativos –ILSA.
•	Creciendo en el asfalto. Niños, niñas y jóvenes vendedores en las calles de Bogotá,  (coautor), Unicef Colombia. Bogotá: Universidad Nacional de Colombia, Unicef Colombia. 
•	1999	“Reestructuración capitalista y tendencias de regulación de las relaciones laborales en el sector eléctrico colombiano”. En: Luz Gabriela Arango, Carmen Marina López (Comp. (2019). Globalización, apertura y tendencias de las relaciones industriales en América Latina, Universidad Nacional de Colombia, Santafé de Bogotá. 
•	1984	La realidad del “sí se puede” (coautor). CSPP, Bogotá 1984 